# Padubysis
Padubysis – wieś na Litwie, w środkowej części kraju, w okręgu szawelskim, w rejonie kielmskim.
Według danych ze spisu powszechnego w 2001 roku we wsi mieszkało 30 osób. Według danych z 2011 roku wieś była zamieszkiwana przez 24 osoby – 12 kobiet i 12 mężczyzn.